# ماركينيوس جابرييل
ماركوس غابرييل دو ناسيمنتو (بالبرتغالية: Marquinhos Gabriel‏) لاعب كرة قدم برازيلي مواليد 21 يوليو 1990 يلعب في نادي كورينثيانز .
```
لعب في عدة أندية في 
الدوري البرازيلي
 ، واحترف عام 2014 خارجياً في 
نادي النصر السعودي
 .
[
1
]
[
2
]
[
3
]
 يلعب حالياً كلاعب معار 
بنادي سانتوس
 البرازيلي .
[
4
]
```

## روابط خارجية
- ماركينيوس جابرييل على موقع قاعدة بيانات كرة القدم.إي يو (الإنجليزية)
- ماركينيوس جابرييل على موقع Soccerway.com (الإنجليزية)
- ماركينيوس جابرييل على موقع عالم كرة القدم.نت (الإنجليزية)
- ماركينيوس جابرييل على موقع كووورة